# Arcos Pordidos Indijanci
Arcos Pordidos Indijanci (= 'rotten bows' ), pleme Indijanaca poznato tek iz španjolskog dokumenta iz 1693. godine, koji se uz plemena Arcos Buenos i Arcos Tirados spominju među pedeset  'nacija'  koje žive sjeverno od rijeke Rio Grande između današnjeg Teksasa i Novog Meksika. Nadalje je poznato da su s ovim plemenima u ratu bili Apači. Ništa više o njima nije poznato, kao ni o njihovoj jezičnoj ili etničkoj pripadnosti. 